# Franz von Stiten

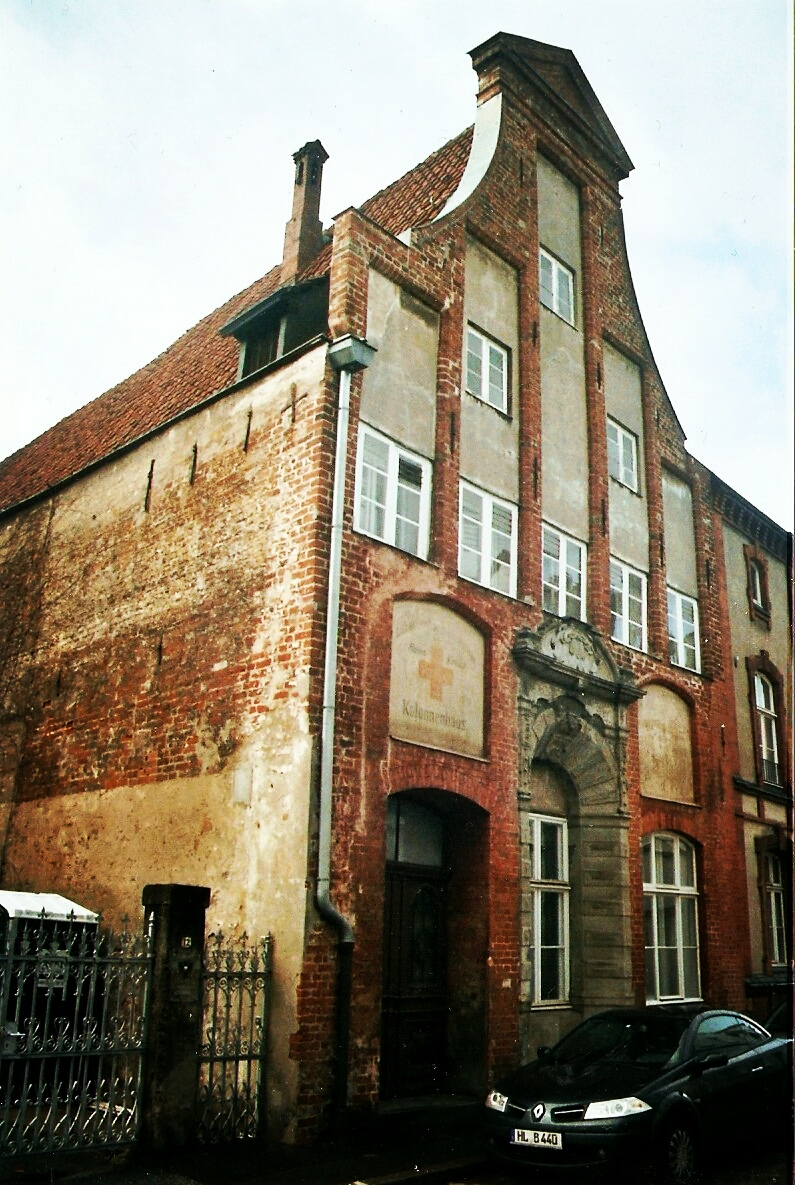
Renaissancehaus Schildstraße 10 in Lübeck

Franz von Stiten (* in Wismar; † 24. August 1590 in Bergedorf) war Ratsherr der Hansestadt Lübeck.

## Leben
Franz von Stiten war mit der Lübecker ratssäßigen Familie von Stiten nicht verwandt. Er studierte an der Universität Rostock. Stiten wurde 1564 in den Rat der Stadt Lübeck gewählt. 1571 vertrat er den Rat der Stadt Lübeck bei der Übernahme einer Taufpatenschaft für eines der Kinder von Herzog Julius von Braunschweig und Lüneburg. 1576 nahm er in Mölln an einem Konvent der Geistlichen Ministerien der Städte Hamburg, Lübeck und Lüneburg teil (Ministerium Tripolitanum). Von 1584 bis 1590 war er als Amtmann Leiter der Verwaltung des Beiderstädtischen Amtes Bergedorf. Seine zweite Frau Margrethe stiftete 1586 der Kirche St. Petri und Pauli in Bergedorf die Kanzel.
Franz von Stiten heiratete in erster Ehe Dorothea Lunte, Tochter und Erbin des von Jürgen Wullenweber ins Amt gebrachten Bürgermeisters Gottschalck Lunte, und danach Margarethe, eine Tochter des Bürgermeisters Ambrosius Meyer. Erstere brachte ihm die Lübschen Güter Trenthorst und Wulmenau in die Ehe. Franz von Stiten wohnte in der Schildstraße 10. Er hatte einen "Stuhl" in der Darsow-Kapelle der Aegidienkirche, in der er auch beigesetzt wurde.